# Pantoide
Pantoide (em grego: Πανθοίδης; fl. c. 275 a.C.) foi um dialético e filósofo da Escola Megárica. Ele dedicou-se à "parte lógica da filosofia", e em algum momento foi professor do filósofo peripatético Lico de Troade. Escreveu um livro intitulado Sobre Ambiguidades, contra o qual o filósofo estoico Crisipo escreveu um tratado.
Ele discordou de Diodoro Crono em relação ao seu Argumento Mestre, defendendo que algo é possível mesmo que nunca seja verdadeiro, que o impossível nunca pode ser consequência do possível e que, portanto, nem tudo o que aconteceu é necessariamente verdadeiro. A visão de Diodoro era a de que tudo o que aconteceu deve ser verdadeiro e, portanto, nada é possível se nunca puder ser verdadeiro.